# Alexandru Vaida-Voievod
Alexandru Vaida-Voievod lub Vaida-Voevod, właśc. Alexandru Vaida (ur. w 1872 r. w Olpret, obecnie Bobâlna, zm. 19 marca 1950 r. w Sybinie) – rumuński lekarz, publicysta i polityk. 

## Życiorys
Jeden z głównych inicjatorów i twórców zjednoczenia Siedmiogrodu z Królestwem Rumunii w 1918 roku. Po tym wydarzeniu przyjął przydomek Voievod (czasem Voevod). W okresie międzywojennym czołowy polityk rumuńskiej Partii Narodowo-Chłopskiej. Trzykrotnie sprawował funkcję premiera Rumunii. Po II wojnie światowej aresztowany przez władze komunistyczne w dniu 24 marca 1945 i osadzony rok później w areszcie domowym w Sybinie. Do końca życia nie odzyskał wolności.
Był odznaczony łańcuchem Orderu Ferdynanda I.